# Сазанов, Николай Васильевич
Николай Васильевич Сазанов — советский хозяйственный, государственный и политический деятель.

## Биография
Родился в 1903 году в Нижнем Новгороде.
С 1930 года — на хозяйственной, общественной и политической работе. В 1930—1962 гг. — лаборант учебной базы завода имени В. И. Ульянова, инженер подотдела смежных производств Автостроя, мастер на заводе № 26 в г. Рыбинск, старший технолог, помощник начальника отделения автоматов механического цеха на ГАЗе, начальник участка, помощник начальника, начальник цеха шасси, начальник ОТК автозавода, директор Ульяновского автомобильного завода, начальник моторного корпуса ГАЗ, и. о., директор Горьковского автомобильного завода имени В. М. Молотова, начальник Второго управления Горьковского СНХ, начальник управления автомобильной промышленности Горьковского СНХ
Член КПСС с 1939 года. Делегат XX съезда КПСС.
Умер в Горьком в 1962 году. Похоронен на Красном кладбище.